# Giuseppe Gromo di Ternengo
Giuseppe Antonio Gromo di Ternengo (Biella, 16 aprile 1776 – Torino, 11 aprile 1851) è stato un magistrato e politico italiano.

## Biografia
Figlio del conte Pietro Francesco e di Giovanna Costanza, Giuseppe Antonio Gromo di Ternengo era rampollo di una nobile casata di Biella che qui presente dal Seicento si era diramata anche in Lombardia a Robecco sul Naviglio.
Intrapresa la carriera giuridica fu giudice supplente del Tribunale di Vercelli durante l'impero napoleonico (dal 19 ottobre 1801) per poi divenire dal 1809 Procuratore del Tribunale di Roma. Nominato Membro del Senato della Repubblica genovese (1815-1817), divenne Avvocato fiscale generale presso il Senato di Genova (1818) e membro del consiglio di stato piemontese. In concomitanza con lo scoppio dei primi moti carbonari, divenne Presidente della Commissione per giudicare i compromessi politici (29 marzo 1821).
Collaterale della Regia Camera dei conti del Piemonte dal 2 settembre 1823, venne nominato Avvocato fiscale generale presso il Senato piemontese (9 settembre 1828) per poi divenire presidente della classe dei magistrati al senato del Piemonte.
Nominato magistrato della corte d'appello del Regno di Sardegna (12 dicembre 1837-1844), ne divenne anche Presidente oltre che a ricoprire la massima carica presso il magistrato di cassazione (2 novembre 1847-1851).
Morì a Torino nel 1851.